# 二俣町阿蔵
二俣町阿蔵（ふたまたちょうあくら）は静岡県浜松市天竜区の大字。住居表示未実施。

## 地理
浜松市天竜区の南部に位置する。東で只来・磐田市下野部、西で二俣町二俣、南で磐田市上野部、北で山東と接する。

### 河川
- 阿蔵川

## 歴史

### 沿革
- 1889年（明治22年）4月1日 - 町村制の施行により、豊田郡阿蔵村が周辺の村と合併し、豊田郡二俣町となる[WEB 7]。旧村名は二俣町の大字として残る[WEB 8]。
- 1896年（明治29年）4月1日 - 郡制の施行により、二俣町の所属郡が磐田郡に変更となる。
- 1956年（昭和31年）9月30日 – 二俣町が周辺の村と合併して改めて磐田郡二俣町となる。
- 1958年（昭和33年）11月3日 – 二俣町が市制施行して天竜市となる。住所表記を大字阿蔵から二俣町阿蔵に変更する。
- 2005年（平成17年）7月1日 – 天竜市外10市町村が浜松市に編入される。
- 2007年（平成19年）4月1日 - 浜松市が政令指定都市となる。二俣町阿蔵は天竜区の一部となる。

## 施設
- 静岡県警察天竜警察署
- 浜松市天竜斎場
- 浜松市天竜B&G海洋センター
- 天竜浜名湖鉄道天竜二俣駅
- 浜松市営天神団地
- セブン-イレブン天竜二俣町阿蔵店
- ENEOSフタマタSS（有限会社大澤石油店が運営）
- 曹洞宗 阿蔵山 玖延寺
- 八握神社

## 交通

### 鉄道
- 天竜浜名湖鉄道線：（新所原 方面 - ）天竜二俣（ - 掛川 方面）

### バス
- 遠鉄バス30磐田天竜線：（磐田駅 方面 - ）飛龍大橋東 - 阿蔵口 - 天竜二俣駅 - 警察署入口（ - 山東 方面）

### 道路
- 国道152号（浜北天竜バイパス・飛龍街道）
- 静岡県道40号掛川天竜線

## その他

### 学区
小学校・中学校の学区は以下の通りである。
- 浜松市立二俣小学校
- 浜松市立清竜中学校

### 警察
警察の管轄区域は以下の通りである。
| 番・番地等 | 警察署     | 交番・駐在所 |
| ---------- | ---------- | ------------ |
| 全域       | 天竜警察署 | 署所在地交番 |

### 消防
消防の管轄区域は以下の通りである。
| 番・番地等 | 消防署     | 本署/出張所 |
| ---------- | ---------- | ----------- |
| 全域       | 天竜消防署 | 本署        |

### WEB
1. ↑  “h02_22.csv”.   総務省 (2022年2月10日). 2024年10月21日閲覧。
2. ↑  “静岡県浜松市天竜区 (22137)｜国勢調査町丁・字等別境界データセット”.   人文学オープンデータ共同利用センター. 2024年10月26日閲覧。
3. ↑  “静岡県 浜松市天竜区 二俣町阿蔵の郵便番号 - 日本郵便”.   日本郵便. 2024年10月21日閲覧。
4. ↑  “市外局番の一覧”.   総務省 (2022年3月1日). 2024年10月21日閲覧。
5. ↑  “事業所案内及び管轄地域（事務所3件、分室3件）”.   一般社団法人静岡県自動車会議所. 2024年10月21日閲覧。
6. ↑  “住居表示実施状況／浜松市”.   浜松市 (2024年1月4日). 2024年10月21日閲覧。
7. ↑  “historyofcities.pdf”.   静岡県総務部合併推進室・財団法人静岡県市町村振興協会. 2024年10月21日閲覧。
8. ↑  “解説ページ”.   株式会社エア. 2024年10月21日閲覧。
9. ↑  “学校名から探す／浜松市”.   浜松市 (2024年1月1日). 2024年10月21日閲覧。
10. ↑  “天竜警察署・所在地交番｜静岡県警察”.   静岡県警察 (2023年4月27日). 2024年10月21日閲覧。
11. ↑  “消防署の町別管轄「ふ」／浜松市”.   浜松市 (2023年4月3日). 2024年10月21日閲覧。